# Audi R18
Audi R18 är en sportvagnsprototyp, tillverkad av den tyska biltillverkaren Audi mellan 2011 och 2016.

## Audi R18 TDI (2011-12)
Audi R18 presenterades inför säsongen 2011. Audi holl fast vid dieseldrivna motorer, men R18-modellen har en mindre V6-motor än företrädarna. Detta sedan Automobile Club de l'Ouest infört nya regler för att minska fördelarna för Audis och Peugeots dieselbilar i förhållande till konkurrenterna. Bilen har även täckt kaross för bättre aerodynamik.
Audi R18 TDI begick racingpremiär vid Spa 1000 km i maj 2011 och tävlingsverksamheten sköts av Audi Sport Team Joest.
Till säsongen 2012 presenterades en vidareutvecklad modell kallad Audi R18 Ultra där Audi arbetat främst med att reducera bilens vikt.

## Audi R18 e-tron quattro (2012-15)

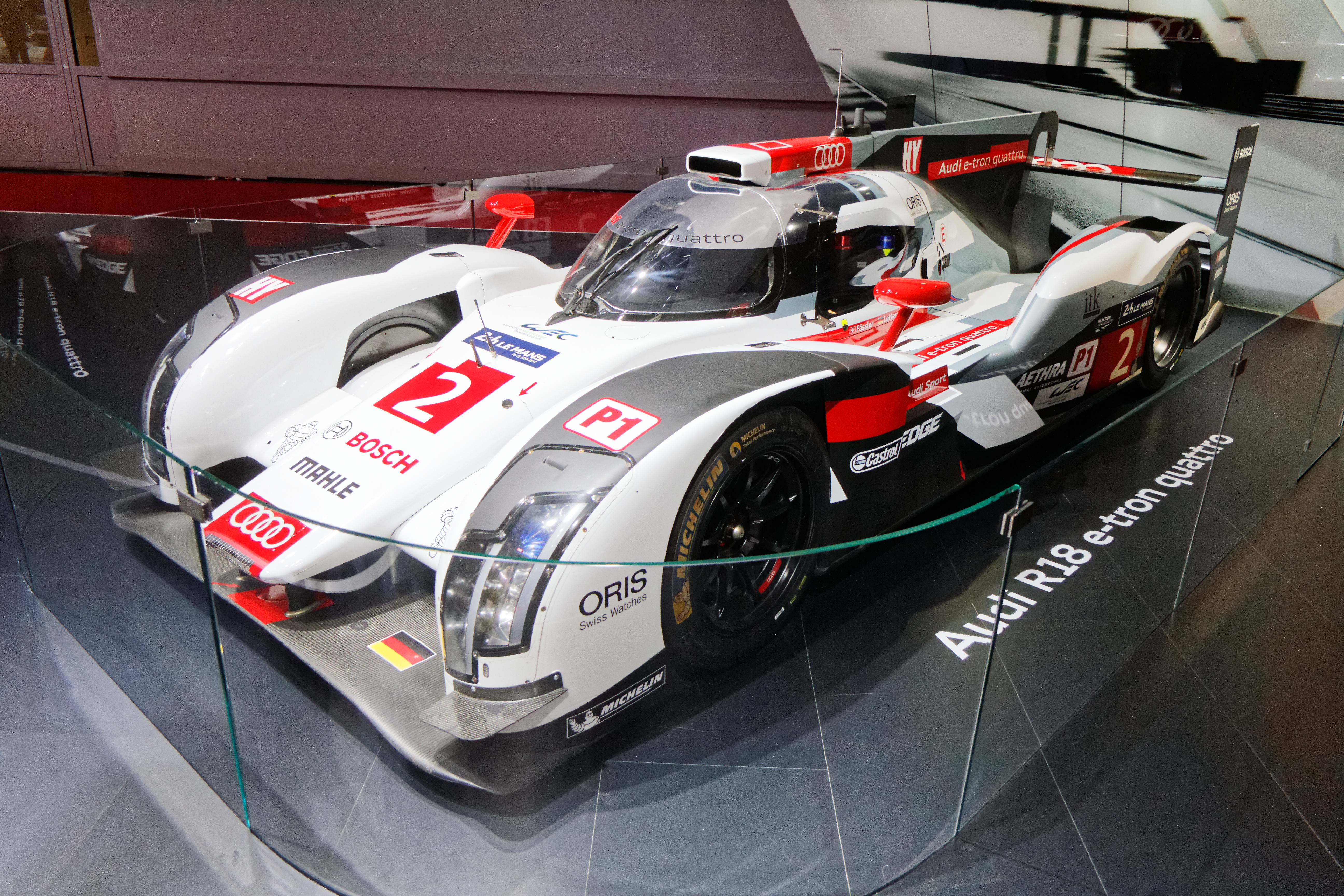
Audi R18 e-tron quattro 2014

Under 2012 införde Audi en fyrhjulsdriven hybridversion av R18-modellen. Ett KERS-system för bromskraftåtervinning används för att driva en elmotor på framaxeln och tillför extra energi vid acceleration. Bilen debuterade på Spa i maj 2012.
Till säsongen 2014 uppdaterades bilen med bland annat en större förbränningsmotor på fyra liter.

## Audi R18 (2016)

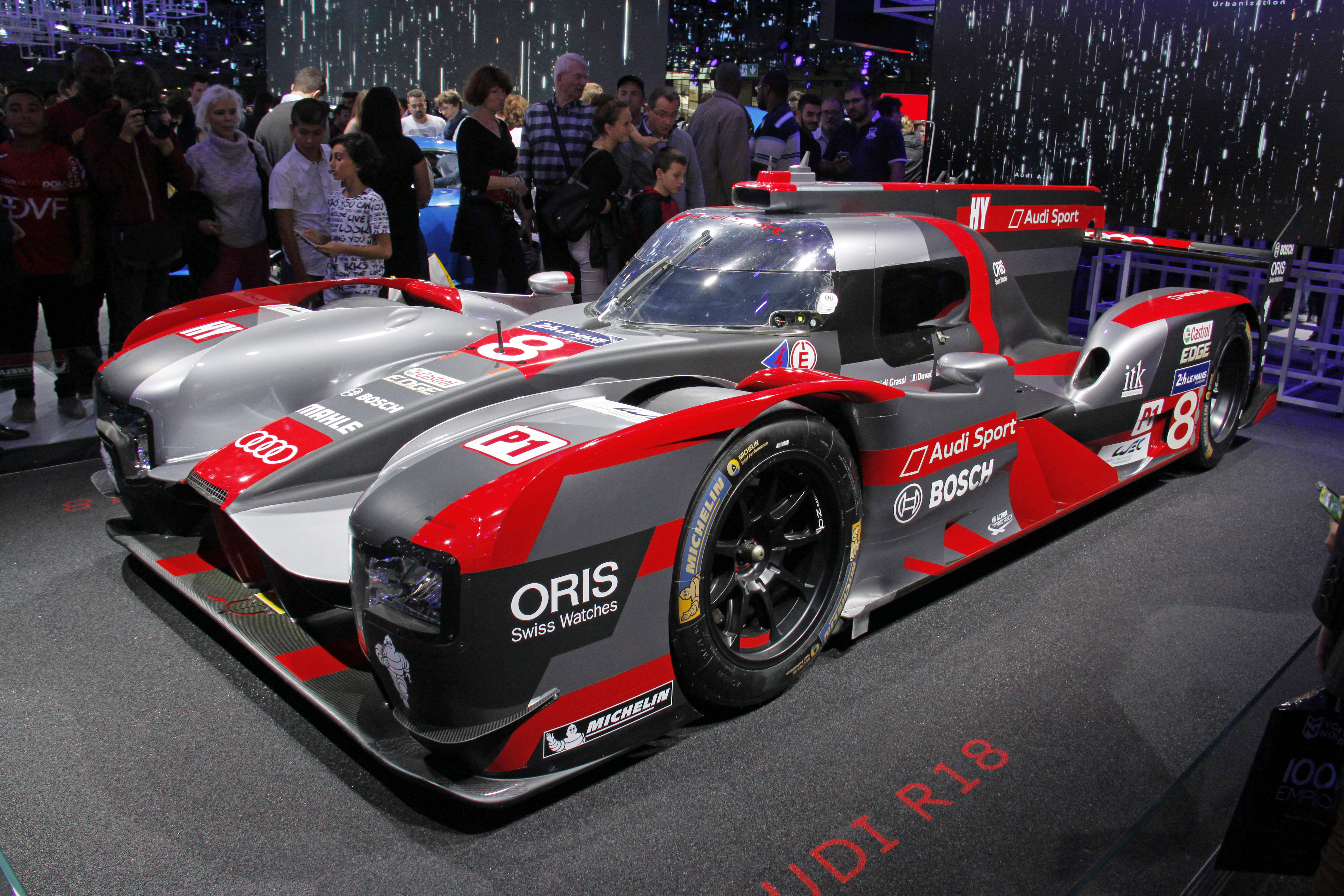
Audi R18 2016

Inför säsongen 2016 presenterade Audi en ny version av bilen med omarbetad aerodynamik. Det tidigare hybridsystemet med svänghjulsteknik byttes mot ett system där energin lagras i litiumjonbatterier.
I oktober 2016 meddelade Audi att man lägger ned sportvagnsracingen efter 18 framgångsrika år.

## Tekniska data
| Tekniska data               | Audi R18 TDI                                                          | Audi R18 e-tron quattro                                               | Audi R18                                                              |
| --------------------------- | --------------------------------------------------------------------- | --------------------------------------------------------------------- | --------------------------------------------------------------------- |
| Motor:                      | 120° V6 turbodiesel                                                   | 120° V6 turbodiesel                                                   | 120° V6 turbodiesel                                                   |
| Cylindervolym:              | 3,7 l                                                                 | 3,7 l                                                                 | 4,0 l                                                                 |
| Max effekt:                 | 540 hk                                                                | 540 hk                                                                | 550 hk                                                                |
| Ventilstyrning:             | Dubbla överliggande kamaxlar per cylinderrad, 4 ventiler per cylinder | Dubbla överliggande kamaxlar per cylinderrad, 4 ventiler per cylinder | Dubbla överliggande kamaxlar per cylinderrad, 4 ventiler per cylinder |
| Bränslesystem:              | Common rail direktinsprutning                                         | Common rail direktinsprutning                                         | Common rail direktinsprutning                                         |
| Hybridsystem:               | -                                                                     | 75 kW elmotor på framaxeln, driven av KERS bromskraftåtervinning      | 200 kW elmotor på framaxeln, driven av litiumjonbatterier             |
| Växellåda:                  | 6-växlad sekventiell                                                  | 7-växlad sekventiell                                                  | 6-växlad sekventiell                                                  |
| Drivning:                   | Bakhjulsdrift                                                         | Fyrhjulsdrift                                                         | Fyrhjulsdrift                                                         |
| Hjulupphängning fram & bak: | Dubbla tvärlänkar, torsionsfjädring                                   | Dubbla tvärlänkar, torsionsfjädring                                   | Dubbla tvärlänkar, torsionsfjädring                                   |
| Bromsar:                    | Keramiska skivbromsar                                                 | Keramiska skivbromsar                                                 | Keramiska skivbromsar                                                 |
| Chassi & kaross:            | Chassi i aluminium/komposit-honeycomb med kompositkaross              | Chassi i aluminium/komposit-honeycomb med kompositkaross              | Chassi i aluminium/komposit-honeycomb med kompositkaross              |
| Torrvikt:                   | 900 kg                                                                | 900 kg                                                                | 900 kg                                                                |

## Tävlingsresultat

### Intercontinental Le Mans Cup 2011
Audi vann på Le Mans, genom Marcel Fässler, André Lotterer och Benoît Tréluyer. Det blev säsongens enda seger och stallet fick nöja sig med andraplatsen i Intercontinental Le Mans Cup, slagna av huvudkonkurrenten Peugeot.

### Sportvagns-VM 2012
Audi dominerade den första halvan av säsongen 2012 med bland annat en trippelseger på Le Mans, åter med trion Fässler, Lotterer och Tréluyer i vinnarbilen. Trion vann även det nyinrättade förarmästerskapet och med fem segrar tog Audi hem konstruktörsmästerskapet.

### Sportvagns-VM 2013
Även säsongen 2013 dominerades av Audi som vann sex av årets åtta deltävlingar. Loïc Duval, Tom Kristensen och Allan McNish tog hem förarmästerskapet, efter att bland annat ha vunnit på Le Mans och Audi vann sitt andra konstruktörsmästerskap i rad.

### Sportvagns-VM 2014
Säsongen 2014 såg slutet på Audis långa dominans av sportvagnsracingen. Teamet vann två av årets åtta deltävlingar, bägge segrarna med Fässler, Lotterer och Tréluyer. Trion tog sin tredje seger på Le Mans och Audi slutade tvåa i konstruktörsmästerskapet efter Toyota.

### Sportvagns-VM 2015
Säsongen 2015 började bra med segrar i de två första deltävlingarna genom trion Fässler, Lotterer och Tréluyer. Därefter dominerade Porsche som vann konstruktörsmästerskapet med Audi på andra plats.

### Sportvagns-VM 2016
Under sin sista säsong inom prototypracingen 2016 tog Audi hem två segrar, inklusive märkets sista lopp i Bahrain. Bägge segrarna togs av trion Loïc Duval, Lucas di Grassi och Oliver Jarvis. Därmed slutade Audi på andra plats i konstruktörsmästerskapet, efter Porsche.